# (43724) Pechstein
(43724) Pechstein est un astéroïde de la ceinture principale.

## Description
(43724) Pechstein est un astéroïde de la ceinture principale. Il fut découvert le 29 octobre 1975 à Tautenburg par Freimut Börngen. Il présente une orbite caractérisée par un demi-grand axe de 2,47 UA, une excentricité de 0,23 et une inclinaison de 8,0° par rapport à l'écliptique.

## Compléments